# Port de Lille (métro de Lille)
Cet article concerne la station de métro. Pour le port, voir port de Lille.
Port de Lille est une station de la ligne 2 du métro de Lille, située à Lille, dans le quartier Vauban Esquermes. Inaugurée le 1er avril 1989, la station permet de desservir le port fluvial de Lille.

## La station

### Situation
Située à côté de la Deûle, la station se situe à l'intersection du boulevard de la Moselle et de la rue de Turenne, où se situent ses deux entrées (de chaque côté de la rue). Elle permet de desservir le quartier Vauban Esquermes à Lille.
Elle est située sur la ligne 2 entre les stations Bois Blancs et Cormontaigne à Lille.

### Origine du nom
La station doit son nom au port fluvial de Lille.

### Histoire
La station est ouverte le 1er avril 1989 lors de la mise en route de la ligne 1 bis, devenue en 1994 la ligne 2.

### Architecture
La station est bâtie sur trois niveaux souterrains, bénéficiant de deux accès et d'un ascenseur en surface :
- niveau -1 : vente et compostage des billets,
- niveau -2 : niveau intermédiaire permettant de choisir la direction du trajet
- niveau -3 : accès à la ligne 2, voies centrales et quais opposés

L'architecte a rendu hommage à l'activité portuaire : Au niveau -1, de faux ballots rappellent l'activité d'embarquement et débarquement des ballots de tissus lors de la période textile de la ville. Au niveau intermédiaire, une proue (stylisée) de navire sort du mur et avance dans l'étage.

Architecture intérieure
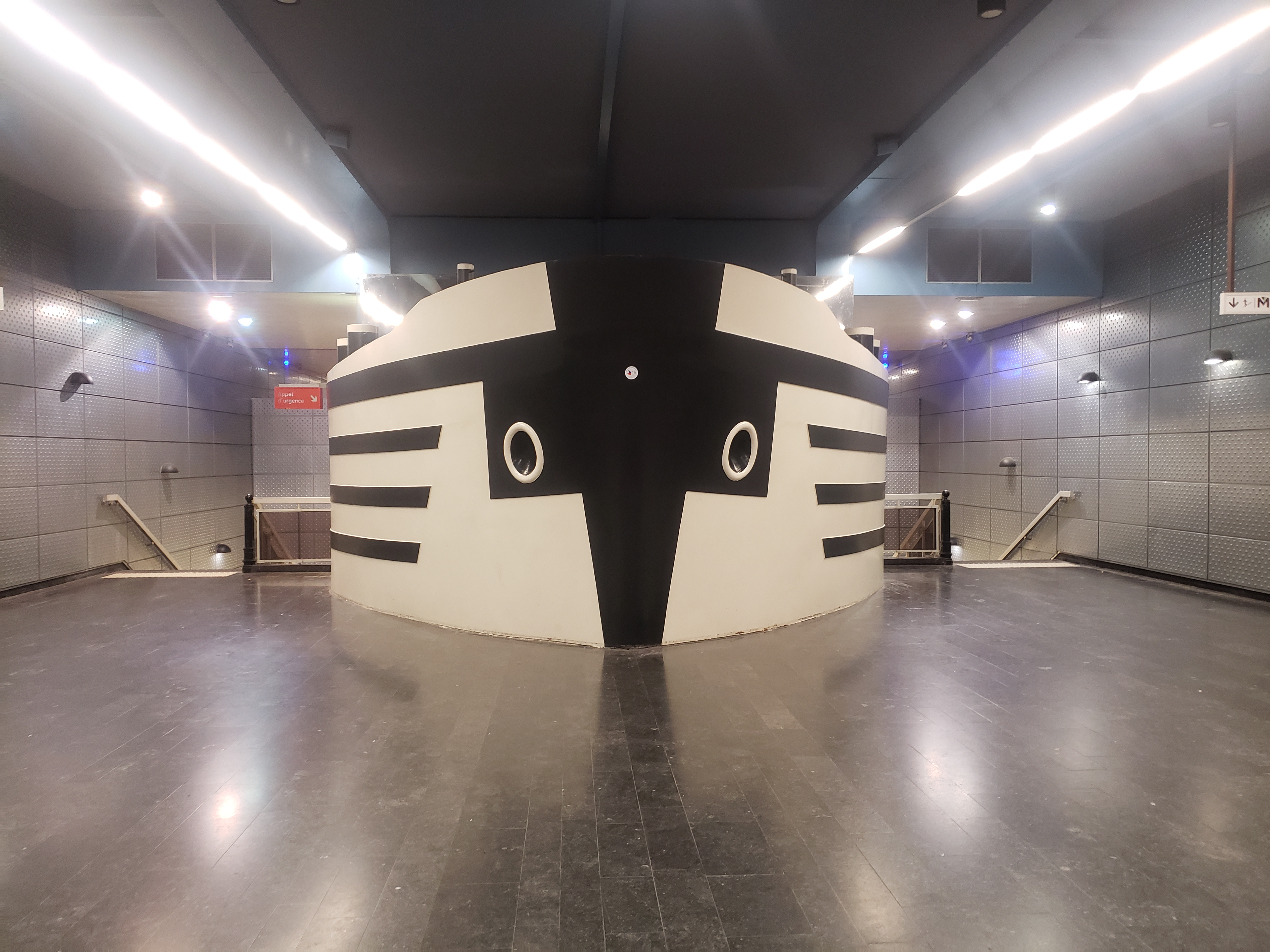
Vue générale de la mezzanine
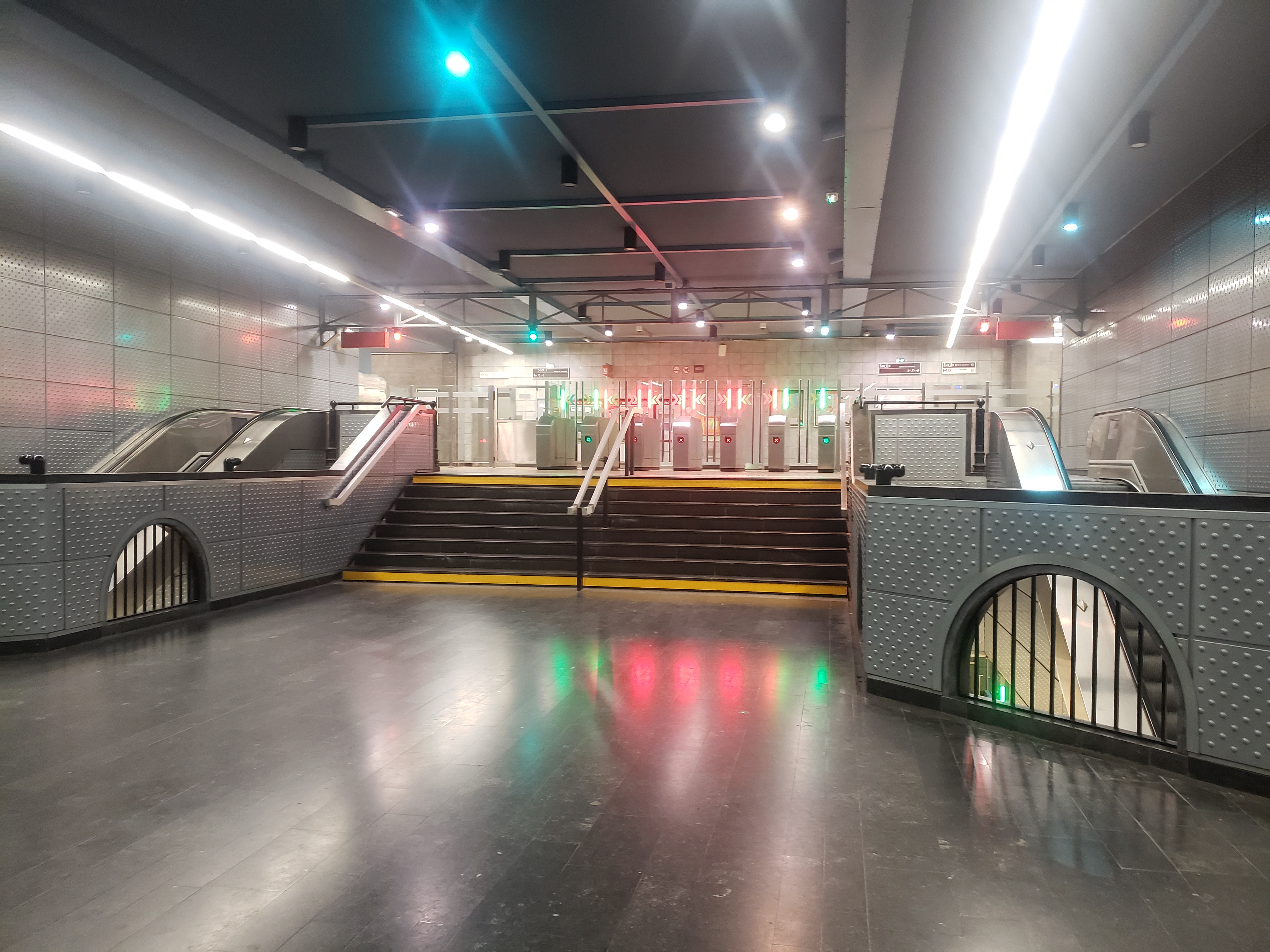
Vue en direction des portiques de la mezzanine
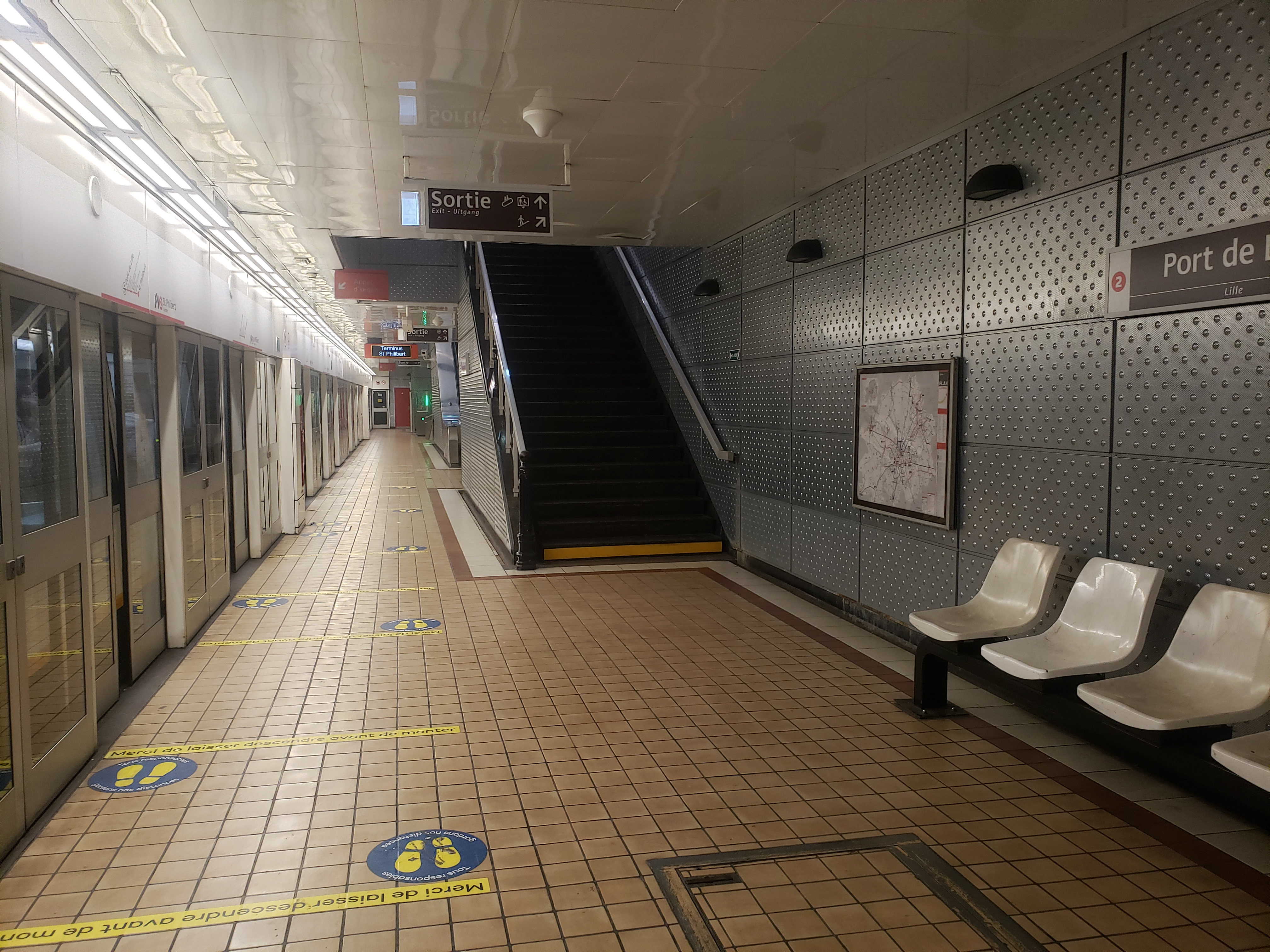
Vue générale du quai (52 mètres) en direction de Saint-Philibert

## Correspondance
La station n'est desservie par aucune ligne de bus. Une station V'Lille est implantée à proximité de la station.

## À proximité
- Le port fluvial de Lille
- L'Université catholique de Lille
- Le collège Claude Levi-Strauss